# لانگتانگ

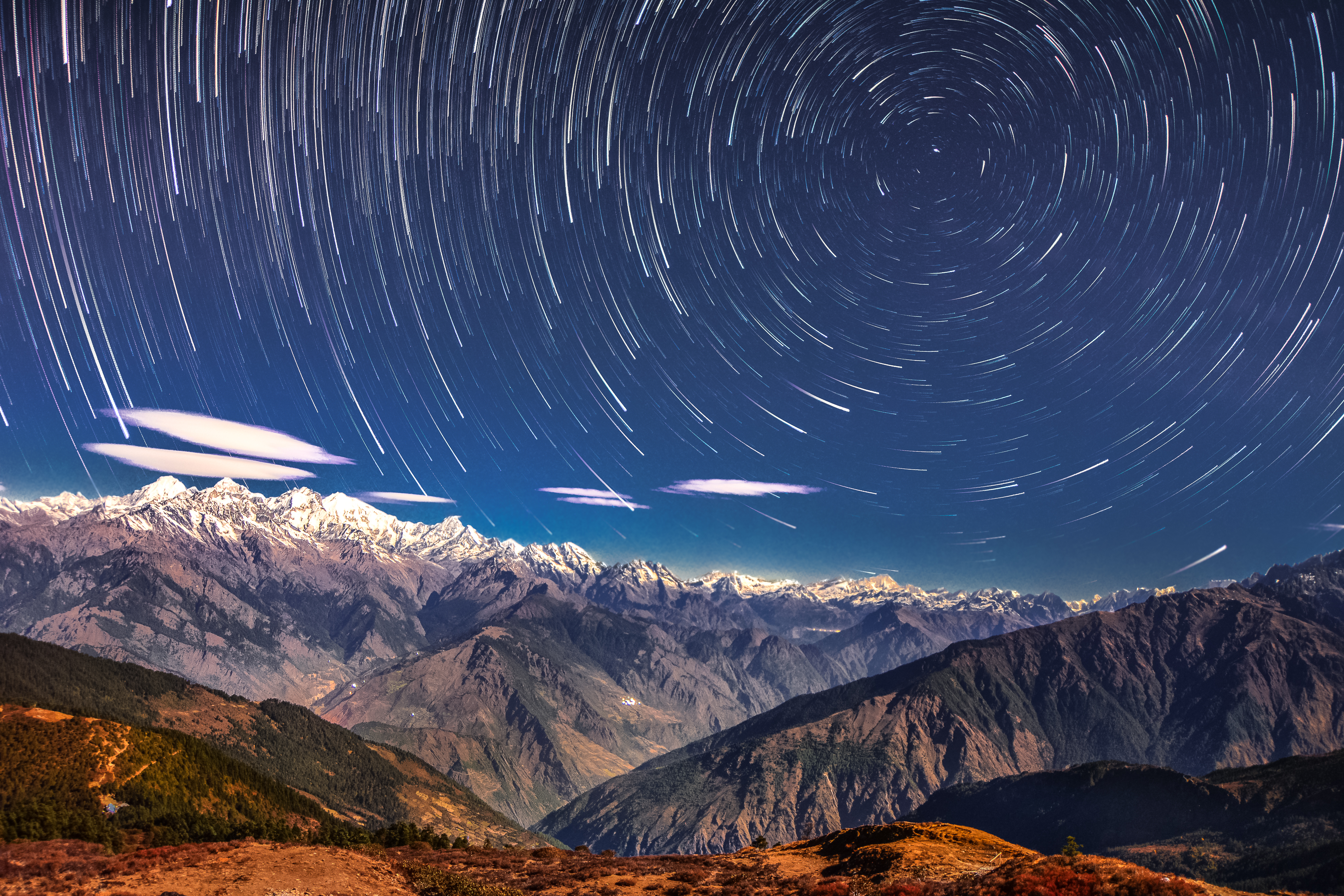
شب پرستاره در پارک ملی لانگتانگ

لانگتانگ (انگلیسی: Langtang) منطقه‌ای در هیمالیای نپال است که در شمال دره کاتماندو و مرز تبت قرار دارد. پارک ملی لانگتانگ در این منطقه جای دارد و حدود ۴٬۵۰۰ نفر در این پارک ملی زندگی می‌کنند.
این پارک ملی دارای تنوع اقلیمی زیادی از اقلیم جنب حاره‌ای تا آلپی است. حدود ۲۵٪ پارک پوشیده از جنگل‌های بلوط، افرا، کاج و گونه‌های مختلف خرزه هندی است. گونه‌های جانوری این منطقه شامل خرس سیاه آسیایی، بز کوهی همالیا، میمون رزوس و پاندای سرخ است. داستان‌هایی از دیده‌شدن یتی در این پارک نیز وجود دارد.
کوهنوردی و رودگردی از مهم‌ترین فعالیت‌های گردشگری در این پارک به‌شمار می‌آید.